# Шарифуллин, Зиннат Галиуллович
Зиннат Галиуллович Шарифуллин (27 июля 1916 — 4 января 2010) — оператор по добыче нефти нефтепромыслового управления «Татнефть», Татарская АССР.

## Биография
Родился 27 июля 1916 года в селе Старое Шугурово (ныне Лениногорского района Республики Татарстан). Татарин. Трудовую деятельность начал в совхозе имени Микояна Шугуровского района, в 1933 году был награждён знаком «Ударник первой пятилетки». В 1934 году окончил Бугульминскую школу механизаторов, где освоил специальность механика. Трудился в совхозе комбайнёром, в МТС бригадиром тракторной бригады.
В августе 1937 года был призван в Красную Армию. Службу проходил на Дальнем Востоке. Участвовал в боях на озере Хасан. В 1939 году окончил школу артиллерийских мастеров в городе Великие Луки, в 1941 году — школу техников. Весной 1941 года был демобилизован, вернулся домой.
С началом Великой Отечественной войны был вновь призван в армию. С сентября 1942 года участвовал в боях с захватчиками на Северо-Кавказском, Южном и 2-м Украинском фронтах. Стал офицером, почти весь боевой путь прошёл в составе 1255-го истребительно-противотанкового полка 12-й отдельной истребительной противотанковой артиллерийской бригады в должности начальника артиллерийской мастерской. Был дважды ранен, был дважды контужен. Войну закончил в австрийском городе Грац. Был награждён орденом Красной Звезды, двумя медалями «За отвагу».
В 1946 году, после демобилизации, вернулся на родину. Работал на Шугуровском нефтебитумном заводе заведующим столовой. С 1947 по 1950 годы по направлению райкома партии трудился председателем колхоза «Узяк».
В апреле 1950 года по оргнабору райкома партии пришёл работать на нефтепромыслы, в нефтепромысловое управление «Бугульманефть». начал работать мотористом буровой № 127 Шугуровского нефтепромысла № 3 НПУ "Бугульманефть, затем был переведён машинистом в цех бурения. Освоил несколько специальностей: работал машинистом в бригаде капитального ремонта, слесарем в мехмастерской, в транспортном цехе, в бригаде добычи нефти, слесарем по ремонту и монтажу оборудования, машинистом дизельной станции.
Через 2 года перешёл оператором по добыче нефти. В начале 1950-х годов это была тяжёлая физическая работа, практически ручной труд. Шарифуллин освоил и сам выполнял все виды работ, которые требовала нефтедобыча. В результате стал универсальным специалистом. В 1959 году награждён Орденом Трудового Красного Знамени за внедрение новой формы организации труда — многоскважинное обслуживание с нормированным заданием, безупречный труд и большой вклад в развитие нефтяной промышленности.
Когда в 1962 году было образовано нефтепромысловое управление «Елховнефть», Зиннат Шарифуллин был переведён в новую организацию вместе со своим нефтепромыслом. В отличие от шугуровских малодебитных скважин, расположенных неподалёку друг от друга, елховские были «обильными» и раскиданы на приличные расстояния. Их было 35, а операторов всего 4, но они так сумели организовать работу, продумать маршруты от одной скважины до другой, что каждая из них всегда была под контролем. На его скважинах проходили испытание элементы местной автоматики, усовершенствованные насосы, другое оборудование. Шарифуллин и сам был активным рационализатором, ежегодно вносил по 4-5 рацпредложений. Бригада, где он трудился, регулярно проводила профилактические мероприятия, внедряла новшества, рекомендуемые инженерной службой, отлично справлялась с заданиями.
Указом Президиума Верховного Совета СССР 23 мая 1966 года за выдающиеся заслуги в выполнении заданий семилетнего плана по добыче нефти и достижение высоких технико-экономических показателей в работе Шарифуллину Зиннату Галиулловичу присвоено звание Героя Социалистического Труда с вручением ордена Ленина и золотой медали «Серп и Молот».
В 1974 году ушёл на заслуженный отдых с должности инженера-технолога по добыче нефти и газа.
Активно участвовал в общественной жизни. Избирался делегатом XIV съезда ВЦСПС. Избирался членом Альметьевского горкома партии.
Жил в городе Альметьевск. Скончался в январе 2010 года. Похоронен на родине, в селе Шугурово. На могиле Героя управлением «Елховнефть» установлен памятник из мрамора.
Награждён орденами Ленина, Трудового Красного Знамени, Отечественной войны 1-й степени, Красной Звезды, медалями, в том числе двумя «За отвагу».